# Dichochrysa perfecta
Dichochrysa perfecta är en insektsart som först beskrevs av Banks 1895.  Dichochrysa perfecta ingår i släktet Dichochrysa och familjen guldögonsländor. Inga underarter finns listade i Catalogue of Life.